# Passager du réel
Albums de La Ruda Salska
En concert 24 images/seconde
Passager du réel est le troisième album de La Ruda Salska sorti en 2001 sous le label Yelen musiques.

## Liste des chansons
| No  | Titre                      | Durée |
| --- | -------------------------- | ----- |
| 1.  | L'odyssée du réel          | 4:55  |
| 2.  | L'empire du moi            | 3:43  |
| 3.  | Histoires improbables      | 3:57  |
| 4.  | La comédie à la française  | 3:25  |
| 5.  | L'évolutionnaire           | 3:51  |
| 6.  | Héros cherche aventures    | 4:09  |
| 7.  | Des tambours et des hommes | 3:13  |
| 8.  | Profession détective       | 3:47  |
| 9.  | Le tort et la raison       | 4:22  |
| 10. | Carnet d'une égérie        | 3:29  |
| 11. | Les nuits diluviennes      | 4:34  |
| 12. | Dépass'man                 | 4:00  |
| 13. | Indianapolis               | 4:18  |
| 14. | Les maux dits              | 4:12  |